# Me, Myself and I (chanson de Beyoncé)
Pour les articles homonymes, voir Me, Myself and I.
Singles de Beyoncé Knowles
Fighting Tempatation
(2003) Summertime
(2003)
Pistes de Dangerously in Love
Be with you Yes
Me, Myself and I est une chanson de la chanteuse américaine de R'n'B Beyoncé Knowles. Écrit par Beyoncé, Scott Storch et Robert Waller, la piste a été produite par Storch et Beyoncé pour son premier album solo Dangerously in Love de 2003. La chanson est sur le traitement d'un petit ami tricheur et comment apprendre de ses conséquences.
Me, Myself and I est sorti le 19 octobre 2003 comme le troisième single de Dangerously in Love. Il s'est maintenu à la quatrième position du Billboard Hot 100 pendant deux semaines, et devient le quatrième single consécutif de Beyoncé à entrer dans le top 5 aux États-Unis. La chanson a été reconnu aux ASCAP Pop Music Awards 2005 comme la chanson la plus jouée; Beyoncé a également gagné le prix de l'auteur-compositeur de l'année qu'elle a partagé avec Storch et Waller. Cette chanson a été remixée par Panjabi MC.

## Genèse et composition de la chanson
Après la sortie de l'album de 2001 de son ancien groupe Destiny's Child Survivor, Beyoncé a travaillé sur son premier album solo, Dangerously in Love. Elle a déclaré qu'il était plus personnel que ses enregistrements précédents parce qu'elle avait écrit pour elle-même. Elle a communiqué avec divers collaborateurs musicaux, dont Storch et Waller — la même équipe qui avait collaboré sur son single de 2004 Naughty Girl.
Dans une interview avec MTV News, Beyoncé a dit à propos de la chanson:

« ...elle parle essentiellement sur une fille qui n'est pas eu le bon gars pour elle et il a triché et quelle que soit. Et généralement, les femmes se sentent stupides et ridicules, et elles se blâment parce que vous avez tous les signes la plupart du temps, mais vous aimez le gars, alors vous ne voulez pas le voir partir. Et dans cette chanson, c'est un peu comme une célébration de la rupture. »

Me, Myself and I est une chanson R'n'B interprétée d'une manière assez lente. Elle est écrite dans une tonalité de Ré bémol majeur; le tempo est fixé à 84 battements par minute, dans une signature rythmique de 4/4. L'accord contient les clés Mi bémol m9-Fa m7-Sol bémol7, qui apparaissent dans tous les autres mesures. Les paroles sont construites dans une forme commune couplet-refrain, chacune écrit en deux stances. La chanson inclut une introduction et un pont qui apparaît entre le deuxième et le dernier refrain.

## Sortie et réception
Me, Myself and I est sorti comme le troisième single de Dangerously in Love (suivant la sortie de Crazy in Love et de Baby Boy) dans différents formats à dates différentes. Le single est sorti le 21 octobre 2003 aux États-Unis comme Me, Myself and I/Krazy in Luv, qui contient la version radio de la chanson et le mix radio dance de Junior Krazy in Luv. Le 16 décembre 2003, un maxi 45 tours est sorti dans le même pays. La même année, le single est sorti au Royaume-Uni contenant une version radio, un remix et une vidéo live de Naughty Girl et de Work it Out. Un CD single pour le Canada est sorti le 30 décembre 2003, qui contient la version de l'album et deux remixes de la chanson. Un CD single est sorti en Australie le 16 janvier 2004, qui inclut la version radio et trois remixes de la chanson.
La chanson a reçu généralement des réponses positives de la part des critiques musicaux. Mark Anthony Neal de PopMatters dit que « les sons de Beyoncé sont assurés » dans son chant de la chanson et est « dépourvu de tout emballement perçant qui décrit certaines des mélismes convenables ». Ryan Schreiber de Pitchfork a appelé l'instrumentation de la chanson un mélange « quelconque » de « claviers funk progressives, de basse insaisissable et minimale, et d'une percussion R'n'B programmé ». Toutefois, il a noté que c'était le « plus notable retour vers les années 80 » de l'album, comme les « accords augmentés » qui rappelle le single de 1983 de Patti Austin et de James Ingram Baby Come to Me et le single de 1983 de Michael Jackson Human Nature, ou une version décéléré de Baby Be Mine, tirée de l'album de Jackson datant de 1982, Thriller.
Aux American Society of Composers, Authors and Publishers Pop Music Awards 2005, Beyoncé reçoit le prix de l'auteur-compositeur de l'année, qu'elle partage avec Storch et Waller. Elle est reconnue comme la chanson la plus jouée en 2005, aux côtés de Baby Boy et Naughty Girl de Beyoncé,. La version live de Beyoncé de Me, Myself and I tirée de The Beyoncé Experience Live! remporte une nomination pour la meilleure performance vocale R'n'B féminine à la 51e cérémonie des Grammy Awards.

## Performances dans les classements
Me, Myself and I n'égale pas les performances dans les classements de Crazy in Love et Baby Boy. Toutefois, le single, comme ce dernier et Naughty Girl, a remporté un succès plus immédiat et commercial que ses prédécesseurs, propulsant l'album dans les classements et l'aide à être certifié en tant que multi disque de platine. Le 16 novembre 2003, il débute à la 78e position du Billboard Hot 100, alors que Baby Boy était encore à la première place. Quatorze semaines après ses débuts, le single prend la quatrième position pendant deux semaines, devenant le troisième single consécutif dans le top cinq de ce classement de l'album Dangerously in Love. Me, Myself and I reste dans le classement Billboard Hot 100 pendant 24 semaines. Le 30 janvier 2009, le single a été certifié disque d'or par le Recording Industry Association of America.
Le single a moins bien réussi dans les marchés musicaux internationaux, se classant en dessous du top 10. Il a atteint la 11e place en Australie et au Royaume-Uni, et le top vingt en Nouvelle-Zélande et aux Pays-Bas. Il n'est resté que pendant 7 semaines dans le UK Top 100, faisant sa deuxième présence dans le classement la plus courte, après son duo de 2009 avec Lady Gaga, Video Phone.

## Clip vidéo
Après ses deux premières vidéos avec Jake Nava, Beyoncé embauche Johan Renck pour réaliser le clip vidéo de Me, Myself and I. Les images suivent le tracé du thème de la chanson, qui montre Beyoncé avec son petit ami tricheur. À la suite de cette affaire, Beyoncé rejette ses anciennes possessions qui lui rappelle son petit ami. Les événements dans la vidéo sont joués à l'envers.
Le clip vidéo débute dans Total Request Live diffusé sur MTV le 12 décembre 2003 à la septième place. Il reste dans le classement pendant 41 jours, soit la même durée de présence dans le classement que Baby Boy. La vidéo a été nommée pour la meilleure vidéo R'n'B aux MTV Video Music Awards 2004, mais perd contre le clip vidéo de If I Ain't Got You interprétée par la chanteuse R'n'B-soul Alicia Keys.
En mai 2010, une version alternative fait surface sur Internet. Il a un couple de nouvelles scènes ajoutées et, contrairement à la version originale, les événements dans la vidéo ne sont pas joués en sens inverse.

## Liste des pistes
Single pour la Belgique
1. Me, Myself and I (Version radio) : 3 min 58 s
2. Dangerously In Love (Live de Headliners) : 4 min 59 s

Maxi-single européen
1. Me, Myself and I (Version radio) : 3 min 58 s
2. Me, Myself and I (Eastern Delight Mix) : 4 min 25 s
3. Me, Myself and I (Bama Boys Sexy Remix) : 4 min 42 s
4. Me, Myself and I (Junior's Radio Mix) : 3 min 44 s
5. Work It Out (Vidéo Live de Headlines) : 3 min 37 s (Vidéo renforcée)

Pock It-CD Allemagne (3 pouces)
1. Me, Myself and I (Version radio) : 3 min 58 s
2. Me, Myself and I (Bama Boys Throwback Remix) : 3 min 58 s

## Classements
| Classement (2004),              | Meilleure position |
| ------------------------------- | ------------------ |
| Australie                       | 11                 |
| Autriche                        | 51                 |
| Belgique                        | 49                 |
| Canada                          | 7                  |
| Pays-Bas                        | 14                 |
| Europe                          | 32                 |
| France                          | 45                 |
| Allemagne                       | 35                 |
| Irlande                         | 21                 |
| Italie                          | 25                 |
| Nouvelle-Zélande                | 18                 |
| Roumanie                        | 91                 |
| Suède                           | 43                 |
| Suisse                          | 41                 |
| Royaume-Uni                     | 11                 |
| Billboard Hot 100               | 4                  |
| Billboard Hot R&B/Hip-Hop Songs | 2                  |
| Billboard Top 40 Tracks         | 16                 |
| Billboard Top 40 Mainstream     | 18                 |